# Mantequera leonesa
La mantequera leonesa es una raza vacuna española autóctona de la provincia de León (Castilla y León).
Pertenece, junto a la casina y la carreña, al tronco castaño cantábrico y su origen podría remontarse al ganado introducido en España por los invasores indoeuropeos.
Se consideró una raza extinta desde 1995 hasta 2022, pues durante ese periodo no estuvo incluida en el Catálogo Oficial de Razas de Ganado de España del Ministerio de Agricultura, Pesca y Alimentación. En ese año de 2022 volvió a ser incluida en el catálogo, gracias los esfuerzos de recuperación de la raza por parte de la Junta de Castilla y León, la Diputación de León y la Asociación para la Recuperación de la Raza Bovina Mantequera Leonesa.

## Morfología y denominación
Era una raza de tamaño medio, perfil recto y conformación muy ambiental: cuernos en lira baja con pitones negros, abundante papada, dorso ensillado, grupa mal formada, cola en cayado, nalgas deficientes y capa castaña con degradaciones hacia el blanco en ojo y hocico. Su aptitud era triple: trabajo, leche y carne, si bien la principal era la lechera, de modo que su nombre lo debía a que producía leche con porcentajes grasos que alcanzaban, e incluso superaban, el 6%, aunque en cantidades de leche reducidas (menos de 1000 kg por lactación).
Su denominación de mantequera leonesa se debe a la reconocida mantequilla que se elaboraba con su leche, y al menos hasta el año 1923 la raza no era conocida por ese nombre. En ese año, un vecino de Villager de Laciana presentó un lote en el concurso ganadero de Riaño que sorprendió por el gran porcentaje de manteca extraído. Comenzó a utilizarse para la producción de mantequilla y bautizó a la raza con el nombre. En el año 1933, León contaba con 23 fábricas de manteca, y procesaba 4,6 millones de litros de leche. El producto alcanzó tanta fama por su calidad que relegó a las marcas francesas gourmet. La reputación de la empresa que comercializó el producto, Mantequeras Leonesas, hizo que abriese tiendas especializadas en Madrid y en Barcelona. En la primera, la actriz Audrey Hepburn llegó a ser fotografiada en 1966 por Gianni Ferrari. En los años 1980 la empresa fue vendida a Galerías Preciados, y desapareció definitivamente con la expropiación de Rumasa.

## Extinción y recuperación
La inclusión en el norte de España de las razas parda Alpina y holandesa frisona en el primer tercio del siglo XX, hicieron que la mantequera fuese reduciendo su población, pasando de las 100.000 cabezas que se contabilizaron en 1925 a solo 40.000 en los años 1960. Su declive fue tan drástico que en 1979 parece que fue retirada del Catálogo Oficial de Razas de Ganado de España del Ministerio de Agricultura, Pesca y Alimentación. En 1990 una guía de campo certificó su práctica extinción, registrando solo «algunas decenas de ejemplares en las montañas próximas a Murias de Paredes, en la provincia de León, así como en el valle del Caurel y Ancares de Lugo». Sin embargo, figura en el catálogo de razas de 1995, pero fue retirada definitivamente en el catálogo de 1997.
En el año 2013 la Junta de Castilla y León comenzó los trabajos para su recuperación en el Centro de Selección y Reproducción Animal (CENSYRA), buscando ejemplares reproductores en Boñar. Dos años más tarde se fundó la Asociación para la Recuperación de la Raza Bovina Mantequera Leonesa. En el año 2022 la Diputación de León y la Asociación para la Recuperación de la Raza Bovina Mantequera Leonesa firmaron un convenio de colaboración para la recuperación de la raza, y ese mismo año volvió a ser incluida en el Catálogo Oficial de Razas de Ganado de España, por lo que su estatus actual es raza en peligro de extinción. Aunque hay unos 400 animales registrados de la raza, para su recuperación se seleccionaron veinte vacas y algún semental, que son los de mayor pureza.